# Saint-Mars-du-Désert (Loire-Atlantique)
Saint-Mars-du-Désert település Franciaországban, Loire-Atlantique megyében. Lakosainak száma 5435 fő (2022. január 1.). Saint-Mars-du-Désert Petit-Mars, Carquefou, Le Cellier, Ligné, Mauves-sur-Loire és Sucé-sur-Erdre községekkel határos.

## Népesség
A település népessége az elmúlt években az alábbi módon változott:
| Lakosok száma | 1716 | 2831 | 3127 | 3985 | 4396 | 4721 | 4899 | 5118 | 5236 | 5435 |
|               | 1968 | 1982 | 1990 | 2006 | 2013 | 2015 | 2017 | 2019 | 2020 | 2022 |